# プログレス補給船
| プログレス補給船 Progress | プログレス補給船 Progress                                          |
| ------------------------- | ------------------------------------------------------------------ |
| プログレスM1補給船        |                                                                    |
| 詳細                      |                                                                    |
| 目的:                     | 宇宙ステーションへの補給                                           |
| 乗員:                     | 有人または無人 ※ 有人は軌道上での移乗のみ （有人での打上げは不可） |
| 諸元                      |                                                                    |
| 高さ:                     | 7.23 m                                                             |
| 直径:                     | 2.72 m                                                             |
| ペイロード:               | 2,350 kg                                                           |
| 能力                      |                                                                    |
| 持続性:                   | 宇宙ステーションと6か月間ドッキング可能                            |

プログレス補給船（プログレスほきゅうせん、ロシア語: Прогресс プラグリェース、英語: Progress）は、宇宙ステーションへの補給に用いられるロシアの使い捨て無人貨物輸送宇宙船である。

## 概要
貨物船であるプログレスは飛行中は無人であるが、宇宙ステーションへのドッキング後は宇宙飛行士が中に入ることが出来るので、製造しているRKKエネルギア社では「有人」に分類している。ソユーズ宇宙船に由来し、ソユーズ打ち上げロケットで発射される。2023年現在は国際宇宙ステーション（ISS）への補給に使用されているが、元々はロシアの宇宙ステーションへの補給に使われていた。プログレスによるISSへの補給は、年に3 - 4回行なわれている。各補給船は、次の補給船が到着する直前まで、廃棄物収納とリブーストのためドッキングしたままである。その後、ISSでのゴミが積込まれ、分離されて軌道を離脱し、大気圏で大半が燃え尽きる。
プログレスは、サリュート（6号、7号）、ミール、ISSの4つの宇宙ステーションに燃料やその他補給品を運搬して来た。長期宇宙ミッションには、常に物資補給が必要という認識から、プログレスのアイデアが生まれた。宇宙飛行士1人が1日につき30 kgの消耗品を必要とすることが分かり、これは6か月滞在では5.4 tに達する。これだけの量の物資と乗員を、ソユーズの小さなスペースに一緒に積み込んで打ち上げることはとても無理だった。

## 設計
プログレスは、ソユーズとほぼ同形状・同サイズで、3つのモジュールで構成されている。
与圧された前部モジュール
ここには、乗員のための補給品（科学機器・衣服・パック詰めされた新鮮な食料・家族からの手紙など）が積み込まれている。ドッキング・ドローグはソユーズのものに類似しているが、UDMH燃料とN2O4酸化剤配管を有する。
燃料区画
ソユーズの再突入モジュールは、非与圧の推進剤および燃料補給区画に置き換えられた。配管は宇宙船の外側に取り付けられているが、これは、漏れが発生したとしてもステーション内に有毒ガスが流入しないための処置である。燃料は2つのタンクで運搬される。
推進モジュール
推進モジュールは宇宙船後部にそのままあり、自動ドッキング時に使用される姿勢制御エンジンも搭載されている。ドッキング後には、ステーション軌道を押し上げるために使用される場合もある。
プログレスは無人・使い捨てとして設計されたため、重量軽減が可能であった。このため巨大な生命維持装置や耐熱シールドが不要である。また、各モジュールを分離する機能も無い。ステーションから離脱した後は、逆推進ロケットを噴射して大気圏で燃え尽きる。

## バージョン
飛行の度に数多くの小さな改良が実施され、大きな改良では名前が変更された。

### プログレス
プログレスの名前で42機の宇宙船が作られ、最後に打上げられたのは1990年5月である。
貨物船設計を担当したのは、TsKBEM（現・RKKエネルギア社）である。1973年中頃より設計が始まり、プログレスには暗号的な識別番号11F615A15が与えられた。1974年2月までには設計が完了、1977年11月には最初の量産機打上げ準備が整った。1978年1月20日に、ソユーズと同じロケットでプログレス1が打上げられた。空気力学的な理由からソユーズと同じシュラウド（保護用覆い）が装備されたが、緊急脱出システムは機能停止されていた。
このプログレス最初のバージョンは、機体重量が7,020 kgあり、貨物として2,300 kg、即ち機体の30 %の貨物を運搬することが出来た。直径はソユーズと同じ2.2 mであるが、長さは僅かに長い8 mである。自律飛行期間は3日間（ソユーズ同様）で、1か月間ドッキングしたままに出来た。プログレスは常に補給先のステーション後部にドッキングした。
- 打上重量 7,020–7,249 kg
- 貨物重量 （プログレス1-24） 〜2,300 kg
- 貨物重量 （プログレス24-42） 〜2,500 kg
- 全長 7.94 m
- 貨物モジュールの直径 2.2 m
- 最大径 2.72 m
- 貨物区画の容積 6.6 m3

### プログレスM (11F615A55)

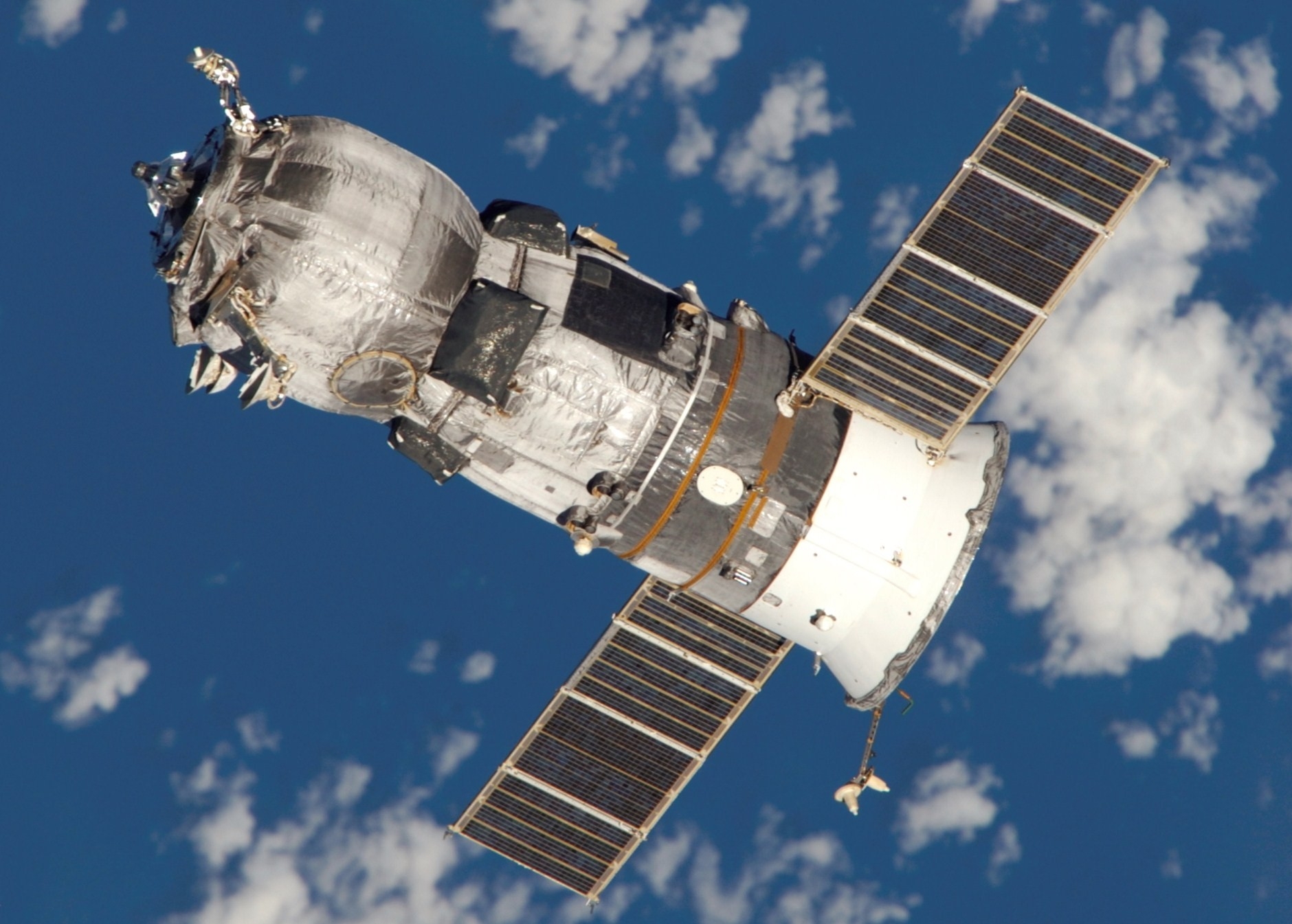
プログレスM-52

改良版プログレスMは、1989年8月に初めて打上げられた。最初の43回は全てミールへ飛行、ミール運用終了後は国際宇宙ステーション（ISS）への飛行をした。2009年7月のプログレスM-67が最後の飛行となった。
プログレスMは、基本的にプログレスと同じ宇宙船であるが、ソユーズTとTMより導入された改良が特徴である。太陽電池パネルを装備するようになり、最高30日まで自律飛行が出来、ミールへ運搬可能な貨物は100 kg増えている。また、古いプログレスとは違って、VBKラドゥガ (Raduga) カプセルで150 kgまでの貨物を地球に持ち帰ることが可能。このカプセルは長さが1.5 m、直径60 cmで、乾燥重量は350 kg、与圧モジュールハッチへ挿入し、再突入時に分離・回収される。プログレスMは、ソユーズTMと同じ新しいクルスランデブーシステムを装備。軌道上寿命は180日間。
- 打上重量 7,130 kg
- 貨物重量 2,600 kg
- 乾貨物重量 1,500 kg
- 液体貨物重量 1,540 kg
- 全長 7.23 m
- 太陽電池板の長さ 10.6 m
- 乾貨物区画の容積 7.6 m3
- 貨物モジュールの直径 2.2 m
- 最大径 2.72 m

### プログレスM1 (11F615A55M1)
プログレスM1は、プログレスMの改良型で、ステーションへより多くの推進剤を運搬できるよう水タンクの代わりに推進剤タンクを追加したタイプである（水は貨物室内に容器に搭載可能）。
2000年2月初飛行し、2004年1月まで計11回飛行した
- 質量：7,150 kg
- 貨物の最大積載量：2,230 kg
- 推進剤の最大積載量：1,950 kg
- 乾貨物の最大積載量：1,800 kg

### プログレスM2
プログレスM2は別の改良型で、ミール2宇宙ステーション計画向けに提案された設であるだが、財政的な問題のため取止めとなった。M2にはより大きな貨物や宇宙ステーションのためのサービスモジュールが装備され、ゼニットロケットで打上げられる予定であった。

### 改良型プログレスM（11F615A60）
改良型プログレスMは、プログレスM型アナログ制御機器をデジタル化した改良型で、2008年11月にプログレスM-01Mが初飛行した。旧型コンピュータを新型に更新（TsVM-101新型コンピュータへの換装やテレメトリシステムもデジタル化）したことにより、約75 kg軽量化された。
2009年7月のプログレスM-67以降は、プログレス補給船は全てこの改良型へ切替えられた。
プログレスM1を改良した改良型プログレスM1（11F615A70）も計画されている。
なお、2010年9月末からは、ソユーズTMA宇宙船に同様のデジタル化改良が施されたソユーズTMA-M宇宙船が導入された。

### プログレスMS
改良型補給船の次のシリーズが改良型プログレスMを置換えた。このシリーズの最初の宇宙機となるプログレスMS-01は2015年12月21日にISSへ向けて打上げられた。TGCの外面のコンパートメントに4つの発射コンテナを設置する予定であり、その助けを借りて1辺10 cmの標準CubeSat衛星を最大24個を放出可能。追加の外部コンパートメントがあることでこれまの補給船のシリーズとは異なる。打ち上げはソユーズUないしソユーズ2.1aロケットが使用される。
改良された宇宙機は貨物に対するスペースデブリや微小隕石に対する防護が追加されている。フォールトトレラント性を向上するために、ドッキング機構および密閉部分に2重の電気モーターが設置されている。
飛行管制と航法システム、搭載無線システム、ドッキングと内部行こうシステムおよびビデオシステムなどの貨物船の接近とドッキングも担当する、地上管制施設との通信のためのメインの機上システムは近代化されている。
アンテナフィーダーを備えたКвант-В（Kvant-V）機上無線システムは、新しいEKTS統合コマンドテレメトリーシステムに置き換えられた。クルス接近およびドッキング装置に変えて、プログレスMSには新しいクルスNAが搭載された。
2018年5月11日、S.P.コロリョフ ロケット&スペース コーポレーション エネルギアの航法センターは最大500 kgの貨物を軌道に届け、地上に持ち帰ることが出来るソユーズ宇宙船の無人バージョンの作成に関する作業について報告した。
RIAノーボスチからの情報によれば、このソユーズはプログレス補給船に基づいて作成され、機器・組み立てコンパートメントおよび燃料コンパートメントが残される。
2021年4月14日、ロスコスモスのTVチャンネルの番組 Космическая среда № 325（「宇宙環境No.325」）で、翌年のプログレス補給船のISSへの単回飛行計画のテストの可能性が報じられた。
2021年7月12日、ロスコスモスはプログレスMS-17飛行プログラムの実行中に、エネルギアの専門家がTsNIIMashミッションコントロールセンターのメインオペレーショングループの制御下でISSとの有望な単軌道自律ランデブースキームの要素を検討し始めたことを報告した。
2021年7月26日、ピアースモジュールとともにプログレスMS-16宇宙機がISSのズヴェズダモジュールから離脱した。燃え尽きなかった部分は、太平洋の船の航行がない海域に落下した。

## 現在の状況
国際宇宙ステーション (ISS) への補給のために、2023年現在でも使われている。STS-107でコロンビア号が空中分解してスペースシャトルが飛行禁止となったため、2003年2月1日から2005年7月26日まで、大量の補給品をステーションへ運搬できる唯一の宇宙船であった。ISSへのミッションでは、プログレスM1改良型が使われていて、水タンクの場所を推進剤・燃料補給モジュールから与圧区画へ変更し、より多くの推進剤を運搬できるようになっている。
ソユーズ同様、宇宙ステーションへの自動ドッキングが可能な自律航行システムが備えられている点が、大部分のアメリカの宇宙船とは異なる。これは、必要に応じて手動に切り替えできる。
2011年8月24日、国際宇宙ステーションへ向かったプログレスM-12M（プログレス44P）がロケットの異常のため墜落した。この事故まで33年間に渡って100機以上のプログレスが成功裏に打ち上げられており、プログレスシリーズとしては初の打ち上げ失敗となった。
2024年11月21日、バイコヌール宇宙基地から打ち上げられたプログレス90は、3トン近くの食料や燃料、補給物資を積載して同月24日、国際宇宙ステーションに到着。プログレスの中に立ち入ったロシア人クルーが異臭と飛沫を確認。短時間、一部区画を封鎖する対応を強いられた。

## 後継機
ロシア語でフェリーを意味するパロム (Parom) という名前の新しい宇宙船が、プログレスの代替として提案されている。この新しい宇宙船は、計画中のクリーペルやロシアのエアロックをもつ他の貨物コンテナを回収し、最大15トンまでISSに運搬できる。